# Krayot

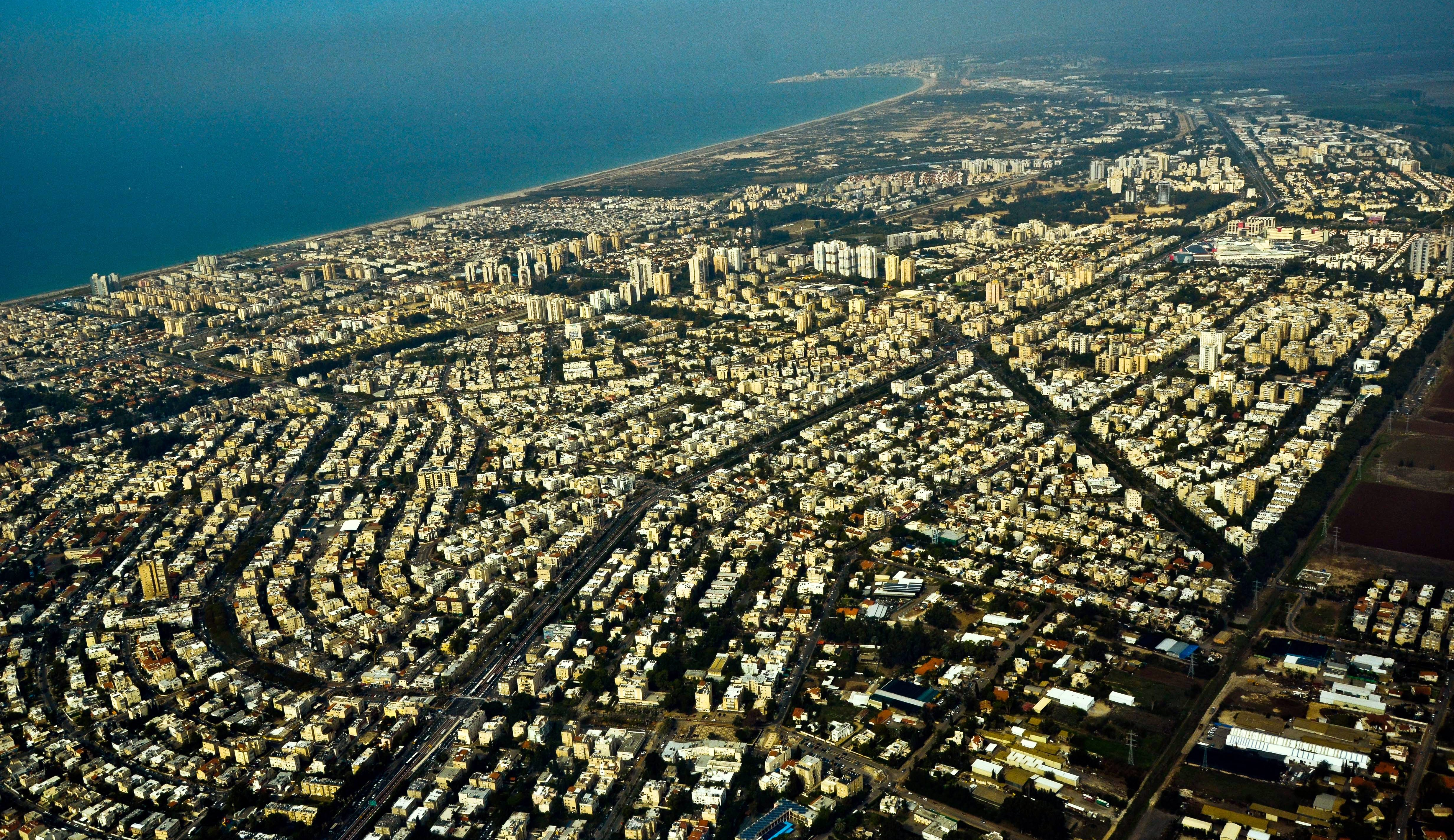
Fotografie aeriană a orașelor din Krayot. Magistrala care trece prin centru, Derech Akko, separă Kiryat Bialik (dr) de Kiryat Motzkin (stg). Kiryat Yam rulează de-a lungul coastei.

Krayot (în ebraică הקריות, „orașele navă”) (pluralul de la Kirya) este un grup de patru orașe mici și două cartiere  fondate în anii 1930 la periferia orașului Haifa, Israel, în zona Golful Haifa.
Krayot include Kiryat Yam (pop. 36,700), Kiryat Motzkin (pop. 39.800), Kiryat Bialik (pop. 36.200), Kiryat Ata (pop. 33.800), precum și Kiryat Haim (pop. 26.960) și Kiryat Shmuel, Haifa (pop. 5.500, din 2007.).
Un plan a fost formulat în 2003 și din nou în 2016 de către ministrul de interne Aryeh Deri, de a fuziona Krayot într-o singură municipalitate. Un nume propus pentru acest oraș este Zvulun (după biblicul Zebulun, și Valea Zvulun).